# Nave Espacial de Varginha
21°33′33″S 45°26′24″V / 21.55917°S 45.44000°V
Nave Espacial de Varginha er et vandtårn opført i 2001 i Varginha. Tårnet er 20 meter højt og dets vandtank har form som en flyvende tallerken. Nave Espacial de Varginha er til minde om en formodet ufolanding den 20. januar 1996 i Varghina kendt som Varginha-hændelsen.